# Ferdinand Vodička
Ferdinand Vodička (27. května 1895 Černovice – 18. května 1953 tamtéž) byl český klavírista, dirigent, sbormistr, hudební skladatel a pedagog.

## Život
Pocházel z rodiny venkovského učitele v Černovicích. Jeho prvním učitelem hudby byl místní kantor Flíček. Vystudoval gymnázium v Táboře a vstoupil na varhanní oddělení Pražské konzervatoře. V roce 1915 musel narukovat do armády, ale po vzniku Československa dokončil konzervatoř a dále studoval na mistrovské škole skladbu u Vítězslava Nováka a dirigování u Václava Talicha.
Po studiích učil na hudební škole a gymnáziu ve Znojmě. Zde vedl pěvecký sbor „Vítězslav Novák“ a v nedalekých Moravských Budějovicích sbor „Foerster“.
V roce 1925 odešel do Chomutova, kde se oženil a o rok později se stal ředitelem hudební školy v Mostě. Působil také jako sbormistr Pěveckého sdružení severočeských učitelů a župní dirigent Hraničářských sokolských sborů. Koncertoval jako sólový klavírista a spolupracoval také s Ondříčkovým kvartetem. Věnoval se i popularizační práci. Pořádal přednášky o hudbě a koncerty doprovázel úvodním slovem.
Po obsazení českého pohraničí Němci se v roce 1938 nakrátko vrátil do Černovic, ale ještě téhož roku se stal ředitelem hudební školy v Berouně. I zde vedl pěvecký sbor Slavoš. V letech 1946–1949 působil opět v severních Čechách. Učil na hudební škole v Litvínově, řídil Symfonický orchestr města Litvínova a znovu vedl Pěvecké sdružení severočeských učitelů.
V roce 1950 odešel do důchodu a vrátil se do rodných Černovic. Pro své město zkomponoval znělku pro čtyři trubky. Dnes je v Černovicích po něm pojmenována ulice.

## Dílo (výběr)

### Klavír
- Suita h-moll op. 2 (1920, oceněna Českou akademií věd a umění)
- Sonáta g-moll op. 7 (1928)
- Tajemství zamlklých duší (cyklus, 1928)
- Pohádky op. 10b (1932)

### Komorní skladby
- Klavírní kvintet e-moll op. 3 (1921, získal cenu Ministerstva školství)
- Smyčcový kvartet op. 9 (1931)
- Idylky pro housle a klavír op. 10a (1931)
- Trio pro housle op. 11 (1934)

### Orchestrální skladby
- Symfonická rhapsodie op. 4 (1924)
- Symfonie „Život“ op 15 (1944)

### Písně a sbory
- Žalmy op. 16 (1945)
- 2 zpěvy s kytarou (1948)
- Hymnus národa (1939)
- Dva ženské sbory na slova Josefa Václava Sládka op. 12 (1943)
- Žárlivec op. 1a (mužský sbor, 1919)
- Kovkop op. 6a (mužský sbor na slova Petra Bezruče, 1925)
- Uhelná pánev (1931)
- Světla ve stínu op. 13 (1938)